# Taifa de Silves
A Taifa de Silves foi um pequeno emirado muçulmano surgido no Al-Andalus em 1027 a partir da desintegração do Califado de Córdova e que perdurou até 1063, quando foi absorvido pela Taifa de Sevilha. A taifa de Silves ocupava a área mais ocidental da atual região portuguesa do Algarve, ao redor do cabo São Vicente e teve como centro a cidade de Silves (Xilbe ou Ch'elb).
Em Silves sucederam-se diversos chefes antes da tomada do poder pela família dos muzainidas, dos quais se sucederam três emires: Issa II Almuzafar (1048-1053), Maomé II Nácer (1053-1058) e Issa III Almuzafar (1058-1063), até ser conquistada por Almutadide de Sevilha.

## Segunda taifa

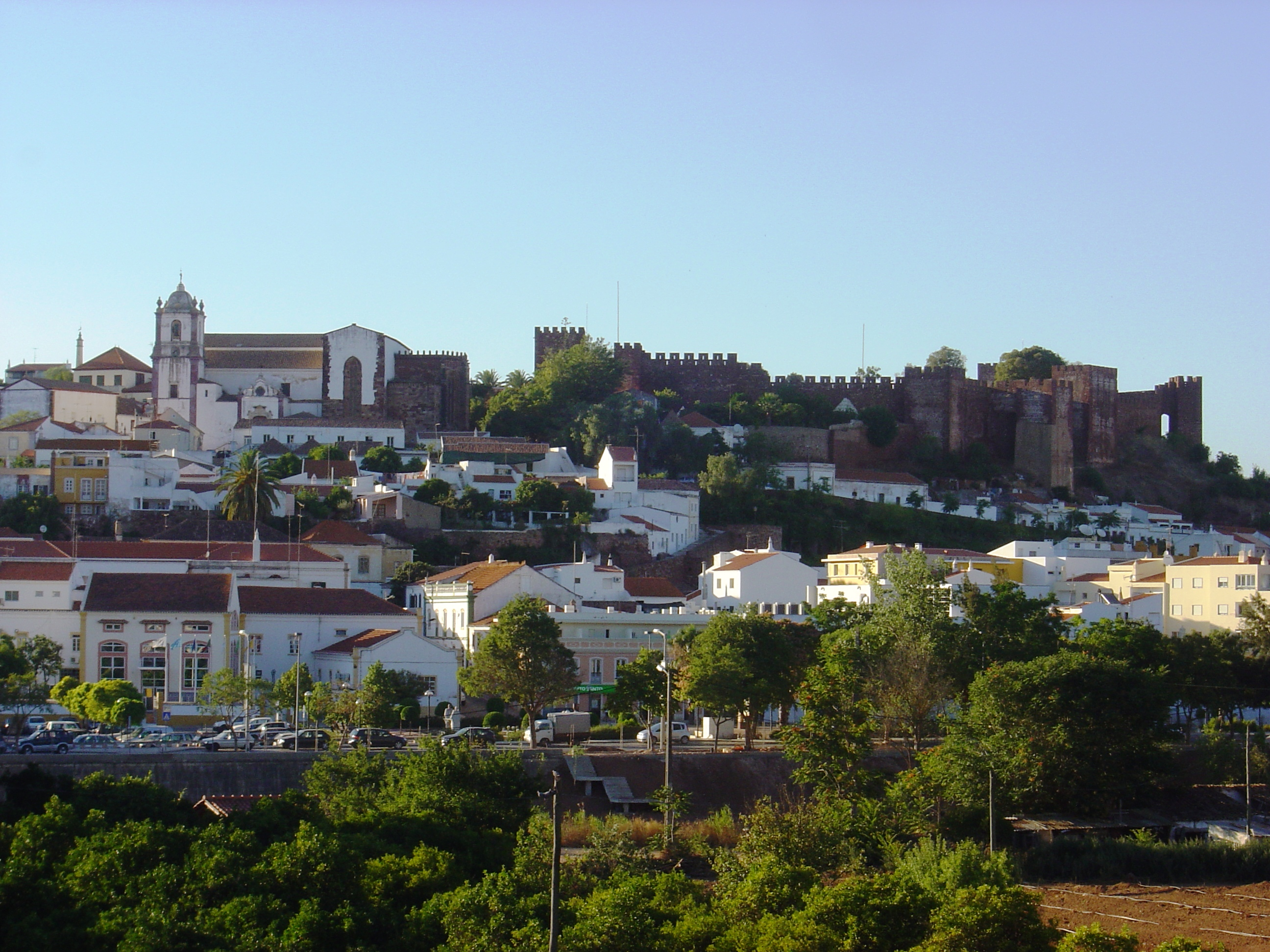
Vista de Silves com o seu castelo árabe

Durante o segundo período de taifas, após a queda do Império Almorávida, surgiu de novo em Silves uma efémera taifa independente que durou de 1145 a 1150, ano em que foi conquistada pelos almóadas.

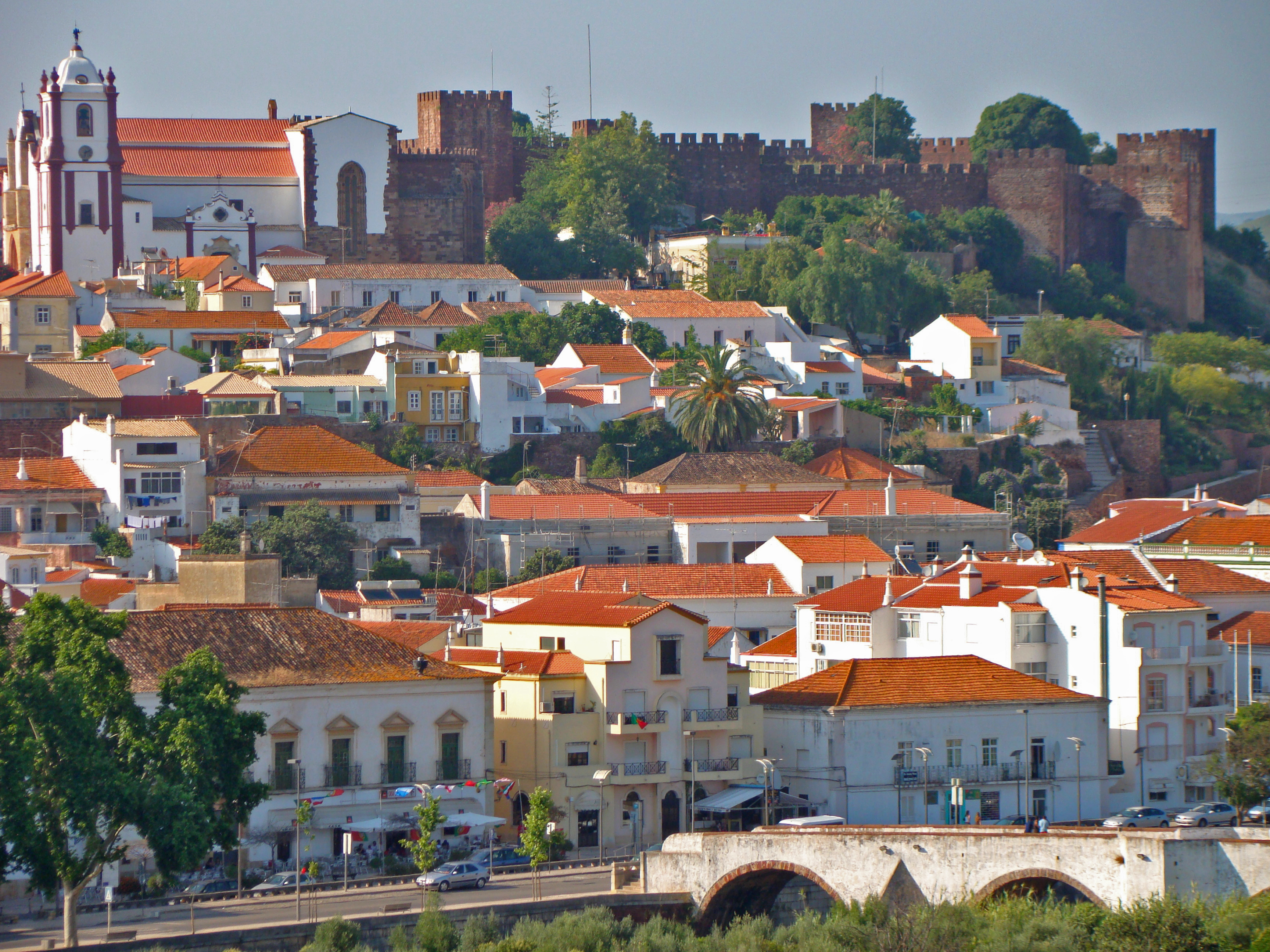
Vista de Silves com o seu castelo árabe